# Herb Pruchnika
Herb Pruchnika – jeden z symboli miasta Pruchnik i gminy Pruchnik w postaci herbu.

## Wygląd i symbolika
Herb przedstawia w polu czerwonym trzy srebrne wręby zwężające się w dół, a nad nimi srebrny krzyż kawalerski.
Herb nawiązuje do herbu Korczak, który należał do rodu Pruchnickich – dawnych właścicieli miasta.

## Historia

Herb Pruchnika w latach 2008-2016

W latach 2008–2016 miasto posługiwało się herbem przedstawiającym w polu czerwonym trzy wręby srebrne umieszczone na czerwonej tarczy herbowej. 
14 listopada 2016 roku został ustanowiony przez Radę Miejską nowy wzór herbu z krzyżem kawalerskim.